# Nationalpark Tiilikkajärvi
Der Nationalpark Tiilikkajärvi ist einer von 40 Nationalparks in Finnland. Er liegt in den politischen Landschaften (Maakunta) Nordsavo und Kainuu auf den Gebieten der Gemeinden Rautavaara und Sotkamo. Die Fläche des Nationalparks beträgt 34 Quadratkilometer.
Die Geschichte des Nationalparks Tiilikkajärvi ist mit der Grenzziehung im Frieden von Teusina zwischen Schweden und Russland im Jahr 1595 verbunden. Die Grenze verlief damals durch den Tiilikka-See (finnisch Tiilikkajärvi). Im Nationalpark befindet sich noch heute ein Grenzstein aus dieser Zeit, der das Symbol des Nationalparks darstellt.
Die Landschaft des Nationalparks Tiilikkajärvi ist geprägt durch den See, nach dem der Nationalpark benannt ist, und die den See prägenden Oser und Sandstrände. Die Natur ist von den Menschen weitgehend unberührt, wie für Grenzregionen oft üblich. Der zentrale See ist von Aapamooren umgeben, einer Regenmoorform, die durch fehlende Baumvegetation gekennzeichnet ist.
Auf dem Gebiet des Nationalparks gibt es eine Kate, die bis in die Mitte des 19. Jahrhunderts bewohnt war. Zwischen den 1870er und 1950er Jahren wurde auf dem Territorium die Trift (Holzflößerei) ausgeübt. Der Fluss Itkonjoki wurde dazu ausgebaggert und 1946 eine Flößerlagerstätte errichtet. Mittlerweile sind die Flüsse in dem Park wieder in den Zustand vor der Trift versetzt worden.
Der Nationalpark Tiilikkajärvi eignet sich für Wanderungen zu Fuß, mit Langlaufski und mit dem Kanu oder Kajak. Weitere mögliche Aktivitäten im Park sind Geocaching, Angeln, Beeren und Pilze sammeln, Besichtigung der Kate, des Grenzsteins und des Flößercamps sowie Schwimmen.
Wie alle Nationalparks, wird der Nationalpark Tiilikkajärvi von der staatlichen Forstverwaltung (finnisch Metsähallitus, schwedisch Forststyrelsen, samisch Meahciráđđehus) verwaltet und gepflegt. Sie hat ihren Sitz in Vantaa (schwedisch Vanda).

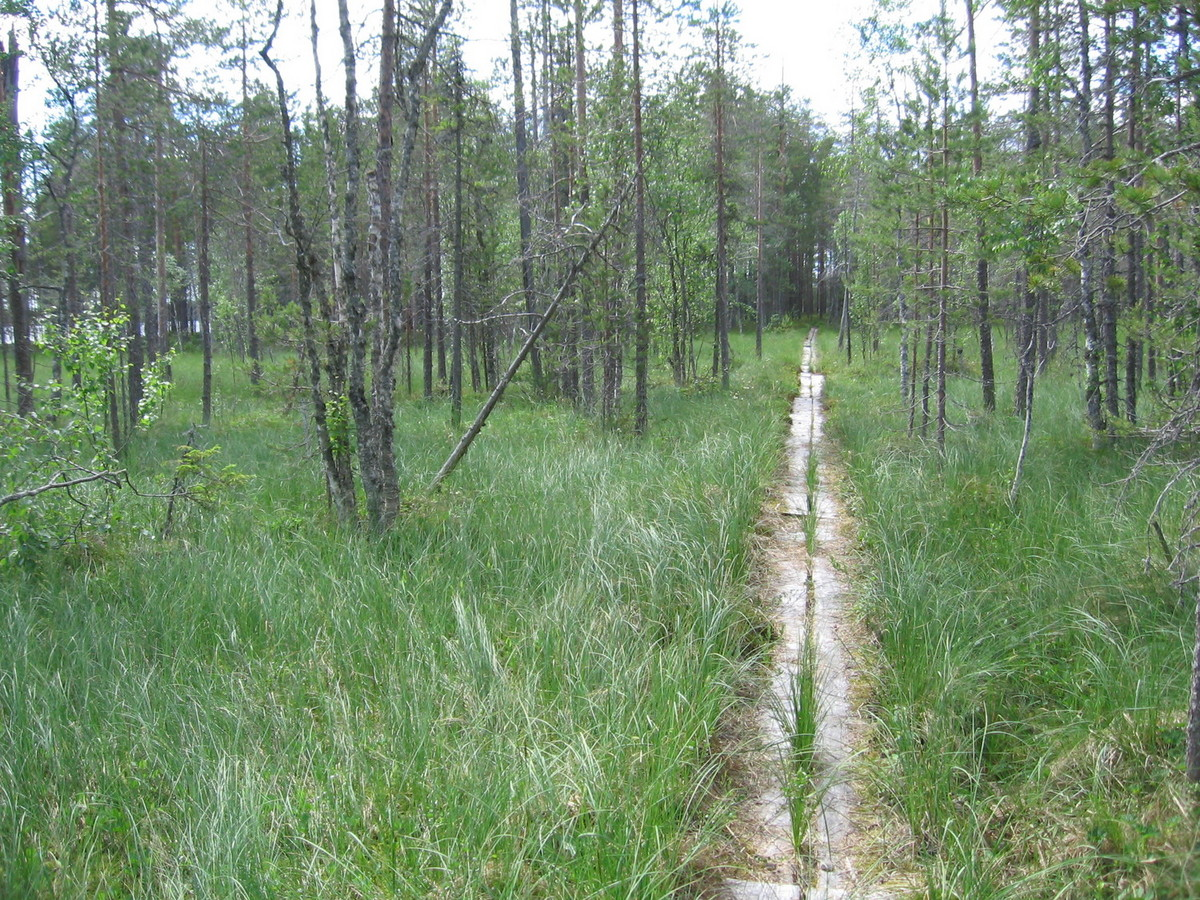
Nationalpark Tiilikkajärvi